# 彭自新
彭自新（？—？），字涤之，號祖銘，江西袁州府萬載縣东都建城坊人，明朝政治人物。

## 生平
萬曆七年（1579年）己卯科江西鄉試舉人。萬曆二十年（1592年）三甲第一百三名進士。大理寺觀政，十月授行人司行人，二十三年升右司副，升司正，二十六年升刑部郎中，二十九年遷重庆府知府，三十三年升四川按察司副使，三十五年丁憂，三十九年補湖廣副使，四十年丁憂。四十四年起四川副使，四十七年以云南右参政分守金沧，天啓元年（1621年）官至云南按察使，三年养病。刻有《滇南政绩》。

## 家族
曾祖父彭憲祿；祖父彭斗南，恩例冠带；父親彭景成（彭竟成）。